# 室川貝塚
室川貝塚（むろかわかいづか）は、沖縄県沖縄市に所在する貝塚。曽畑式・ヤブチ式土器の発見により、6700年前の新石器時代前期の遺跡と推定されている。現在では沖縄市役所の敷地内にあり、歴史公園として整備され、市指定文化財に指定されている。

## 調査年次
- 第1次発掘調査 - 1974年12月26日〜1975年1月5日
- 第2次発掘調査 - 1975年7月8日〜7月18日
- 第3次発掘調査 - 1976年7月4日〜7月21日
- 第4次発掘調査 - 1977年8月1日〜8月23日
- 第5次発掘調査 - 1978年8月8日〜9月4日

## 調査方法
調査に当たっては、まずMトレンチの南方延長上に2×2mの試掘坑を設け、これをM-19とし、試掘を開始した。場所によって違う。

## 土器
土器は第2層で213点の出土をみた。土器はすべて小破片で5センチ前後のものは大きい方に属し、普通は2〜3センチ大で、1センチ以下のものも多い。

## 発見
1974年、当時の沖縄市立コザ中学校の生徒によって発見された。

## 空白期
室川貝塚やその周辺の貝塚や遺跡などでは、弥生時代から古墳時代に相当する遺物が見つからない。沖縄市全域および勝連半島の付け根に位置する具志川市までの中城湾沿岸の広い範囲で、この時期の遺物は見つかってない。